# Црква Светих цара Константина и царице Јелене у Сврљигу
Црква Светих цара Константина и царице Јелене у Сврљигу једина је црква у овом граду у којој се налази садиште две сврљишке парохије и Архијерејског намесништва сврљишког у Епархији нишкој. Изграђена је 1928. године, убрзо након што је почела са радом прва Општина варошице Сврљига.

## Положај
Црква Светог Николаја се налази у Сврљигу, у општини Сврљиг у Нишавском управном округу
Географски положај
- Северна гографска ширина: 43° 24′ 29"
- Источна географска дужина: 22° 07′ 10"
- Надморска висина: 397 m

## Историја
Старији мештани Сврљига говоре: да је на месту данашње цркве раније постојала мала црквица са помоћним одељењем, као и заветни крст који је најмање сто година старији од саме цркве и који се данас налази у порти. До зидања храма светих Константина и Јелене у Сврљигу, народ се сабирао на богослужења у храму у селу Црнољевица.
Идеја за изградњу првог храма у Сврљигу јавила се 1925. године, истовремено када је почела са радом Општина варошице Сврљига. У том смислу образован је и црквени одбор за изградњу Цркве, који је 1926. године, донео одлуку о почетку изградње храма, како до тада скупљени материјал за изградњу цркву не би пропао. Земљиште за изградњу цркве поклонио је Алекса Ивановић из Преконоге.
Након изградња храма, која је трајала скоро три године, 11. новембра 1928. године владика нишки господин Доситеј Васић освештао је храм. О првом пароху Цркве у Сврљигу известио је ондашњи поглавар среза, који је једним својим актом из марта 1928. године обавестио грађанство да је за црквеног намесника Среза сврљишког постављен јереј Бранислав Ђорић, дотадашњи парох у Цркви црнољевачкој. Пре самог освећивања цркве у новембру 1928. године Свети Архијерејски Синод је у септембру исте године одобрио регулацију парохије у Срезу сврљишком, којом је регулисано образовање нове сврљишке парохије.
Када је 2009. године храм обновљен и дограђена припрата црква цара Константина и царице Јелене у Сврљигу добила је нови изглед. Нешто касније покривен је заветни крст, а у порти цркве изграђена је чесма и комплетно обновљен парохијски дом.